# Surveyor 3
Surveyor 3 (z ang. ”geodeta”) – misja amerykańskiej bezzałogowej sondy kosmicznej do badań Księżyca.

## Podstawowe wiadomości o misji
- Data startu: 17 kwietnia 1967 godz. 7:05 GMT, Przylądek Canaveral
- Data lądowania na Księżycu: 20 kwietnia 1967 godz. 0:04 GMT
- Rejon lądowania: południowo-wschodni skrawek Oceanus Procellarum (Ocean Burz), koordynaty - 3°03'S, 336°59'E (23°41'W)
- Czas trwania podstawowej misji: 14 dni
- Czas działania próbnika: 14 dni
- Data zakończenia misji: 4 maja 1967

## Plan przebiegu misji
Lądownik Surveyor 3 umieszczany był na szczycie rakiety klasy Atlas Centaur LV-3C. Po osiągnięciu orbity odpalano ostatni człon rakiety, który nakierowywał próbnik na trajektorię lotu w kierunku Księżyca. Na wysokości ok. 3500 km następowało odseparowanie statku od wypalonego członu rakiety, po czym następowała pierwsza faza lądowania. Po osiągnięciu ok. 4 m nad powierzchnią, silniki wyhamowujące miały zostać automatycznie wyłączone, a pojazd miał swobodnie opaść na powierzchnię. Niemobilny próbnik miał za zadanie wykonać przede wszystkim zdjęcia miejsca lądowania.

## Konstrukcja próbnika
Konstruktorem statków serii Surveyor była firma Hughes Aircraft, masa lądownika Surveyor 3 wynosiła 302 kg. Wysokość pojazdu mającego wylądować na Księżycu wynosiła 3,3 m, średnica zaś 4,5 m. Konstrukcja statku opierała się na aluminiowym szkielecie, do którego przymocowane były różne urządzenia naukowe (m.in. kamera pokładowa), koparka oraz lustra do laserowego pomiaru odległości Księżyca od Ziemi. Na szczycie szkieletu znajdowały się 2 panele baterii słonecznych o łącznej powierzchni 3 m². Moc tych paneli to 85 watów. Jednak wraz z główną, nieładowalną baterią, pojazd dysponował mocą aż 4096 watów. Pojazd posiadał jedną płaską antenę i dwie małe anteny kierunkowe, a także radar pokładowy. Z uwagi na swoje zastosowanie, pojazd wyposażony został w silniczki wyhamowujące lądowanie, które automatycznie miały wyłączać się na wysokości 3,5 metra nad powierzchnią Księżyca.

## Przebieg misji
Po katastrofie lądownika tej serii, naukowcy podeszli z dużą rezerwą i długimi przygotowaniami do kolejnej misji – Surveyor 3. Główną uwagę skupiono na układzie napędowym sondy, ponieważ to właśnie jeden z niedziałających silników rakietowych był przyczyną poprzedniego niepowodzenia. Naukowcy wyposażyli ten lądownik w dokładnie tę samą aparaturę jaką posiadał na pokładzie niedoszły poprzedni lądownik (Surveyor 2).

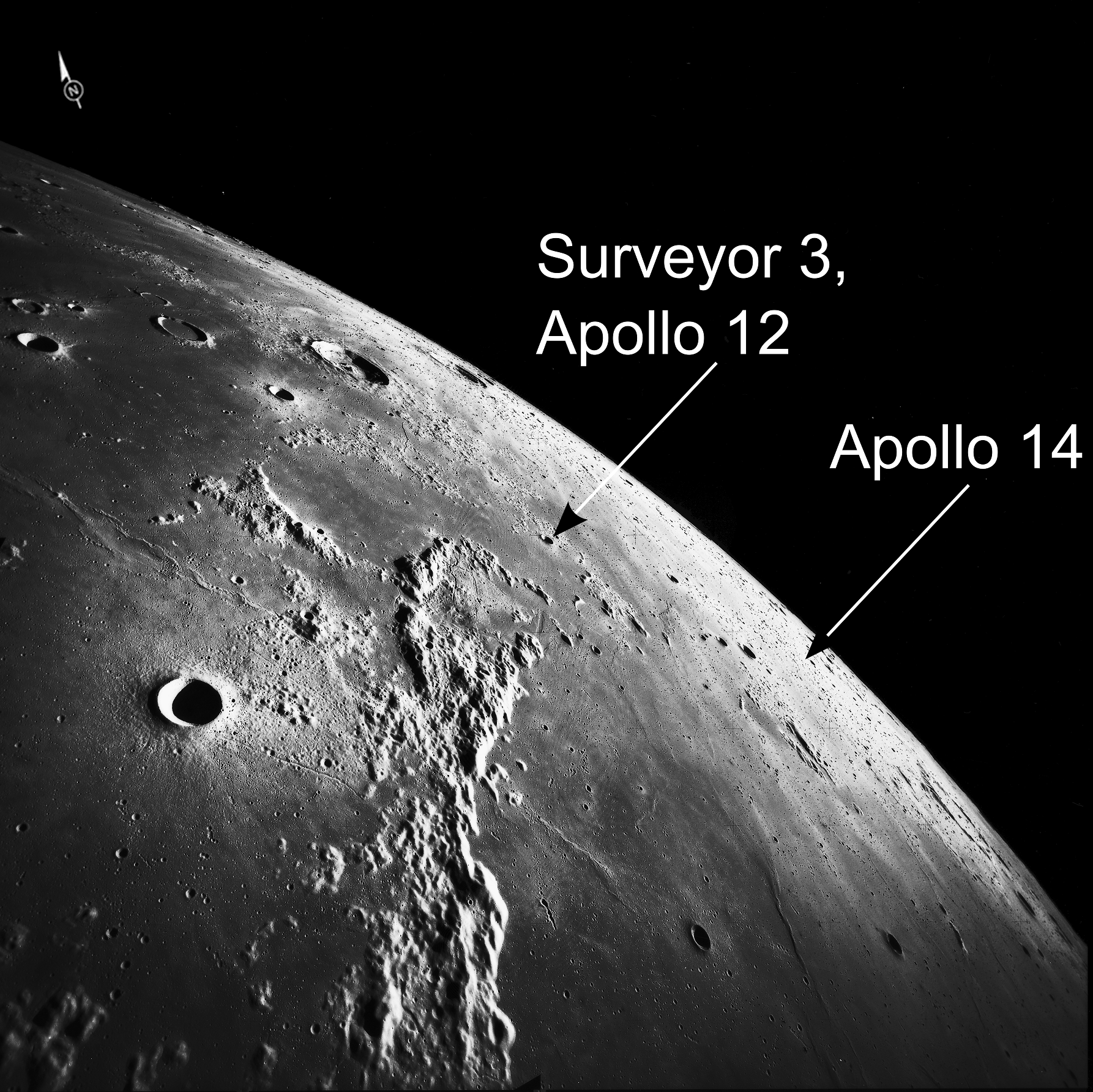
Miejsca lądowania sondy Surveyor 3 oraz lądowników misji Apollo 12 i Apollo 14

Miejsce lądowania trzeciego lądownika wyznaczono po raz drugi w pobliżu równika księżycowego. Tym razem planowane lądowisko znajdowało się około 240 km na wschód od statku Surveyor 1 i około 370 km na południe od krawędzi krateru Kopernik. Wyznaczony rejon lądowania, który dokładnie zbadano na podstawie serii zdjęć dostarczonych wcześniej przez orbitery, bardzo przypominał ten znany z pierwszej misji. Dominowały tu niewielkie i płytkie kratery oraz dość rzadko występowały większe głazy. Całość uzupełniał generalnie bardzo równinny teren. Ten rejon Księżyca był zatem bardzo typowy dla krain selenograficznych będących bardzo starymi wylewami magmowymi, pokrytymi warstwą regolitu.
Podczas misji Surveyor 3 po raz drugi użyto kamery mającej fotografować przebieg fazy zbliżania się do powierzchni Srebrnego Globu. Zaraz po wylądowaniu, pierwsze informacje przesłane ze statku Surveyor 3 wskazywały, że wykonał on aż trzy podejścia do lądowania, zanim ostatecznie osiadł na powierzchni. Taka sytuacja przypominała nieco leniwie odbijającą się piłkę, a spowodowana była niewłaściwym zadziałaniem procedury wyłączenia silnika hamującego. Na podstawie pierwszych zdjęć stwierdzono, że statek dotknął powierzchni, odbił się od niej na wysokość 10 m, dotknął jej po raz drugi 8 metrów dalej, ponownie się odbił (na 3,3 m), przeleciał 2,4 metra i ostatecznie osiadł, wykonując jeszcze metrowy poślizg. Miejsce spoczynku próbnika znajdowało się na wewnętrznym, wschodnim stoku płytkiego, okrągłego krateru o średnicy blisko 200 m. Krater ten otrzymał nazwę próbnika księżycowego (Surveyor Crater).
Surveyor 3 wyposażony był bardzo podobnie do pierwszego amerykańskiego lądownika, jednakże plan tej misji przewidywał eksperyment ze zbadaniem właściwości mechanicznych gruntu księżycowego. Dlatego też Surveyor 3 wyposażony został w specjalnie zaprojektowaną koparkę, zdolną zagłębiać się na kilkanaście centymetrów w grunt. Wszelkie ruchy koparki i zachowanie się gruntu śledzone były na bieżąco przez system telewizyjny, który w czasie rzeczywistym pozwalał naukowcom na Ziemi po raz pierwszy w historii obserwować bezpośrednie objawy mechanicznych zniekształceń wywołanych ziemskim urządzeniem. Koparka ta była umieszczona na końcu wysięgnika o długości 127 cm. Wyryła ona w sąsiedztwie aparatu cztery rowki o głębokości kilkunastu centymetrów i szerokości około dwóch decymetrów. Okazało się przy tym, że grunt księżycowy nie jest ani twardy, ani sypki, lecz że ma średnią spoistość – mniej więcej taką, jak ziemskie tufy wulkaniczne. Stwierdzono, że w miarę wzrostu głębokości wzrasta i spoistość gruntu. Podczas przekopywania zewnętrznej warstwy gruntu stwierdzono też występowanie w niej drobnych kamyczków. Ponadto łopatka koparki uderzała w grunt w celu określenia jego twardości, automatyczne szczypce kilkakrotnie pobrały próbki gruntu i rozgniotły je, jak też umieszczały je na specjalnym białym ekranie przymocowanym do jednej z podpór lądownika. Stwierdzono przy tym, że zewnętrzna warstwa gruntu jest jasnoszara, zaś głębsza ciemnoszara. W międzyczasie, celem uzyskania zdjęć pokazujących wpływ gazów wyrzutowych silnika na zachowanie się gruntu, dodatkowo na ułamek sekundy dwukrotnie odpalano silnik hamujący sondy. W czasie swej krótkiej, bo tylko dwutygodniowej misji, Surveyor 3 wykonał 6326 zdjęć, natomiast przez blisko 18 godzin pracował czerpak sondy, dzięki któremu przekonano się o strukturze, lepkości i gęstości materiału zalegającego na głębokości do 17,5 cm. Niestety, próbnik w przeciwieństwie do swego poprzednika, nie przetrwał nocy księżycowej, zbyt duża różnica temperatur spowodowała awarię fotoogniw, wobec czego misja trwała tylko dwa tygodnie.

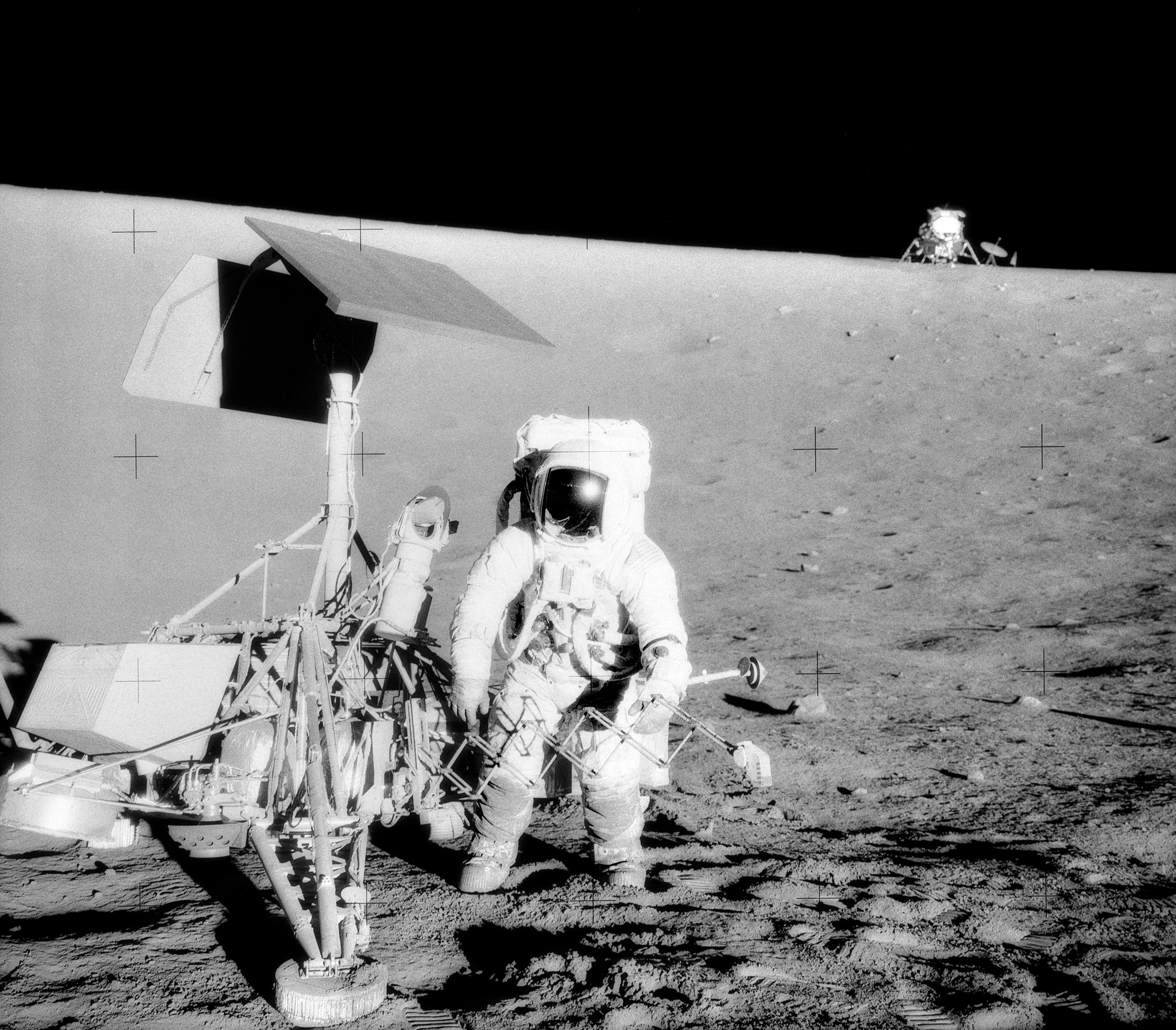
Dowódca Apollo 12 Charles Conrad Jr., stoi obok lądownika Surveyor 3. W tle widać lądownik Apollo 12

Przeszło 2,5 roku po zakończeniu tej bezzałogowej misji, na krawędzi Surveyor Crater wylądowała załogowa misja Apollo 12, której astronauci dotarli do nieczynnego już od dawna lądownika Surveyor 3, dokonali jego inspekcji, porównali otaczający teren ze zdjęciami wykonanymi wcześniej przez robota, a także wymontowali z niego kamerę i fragment stelaża konstrukcyjnego. Zdemontowane fragmenty lądownika przywieziono na Ziemię i przebadano w laboratoriach odkrywając, że we wnętrzu kamery przetrwały bakterie, które przeszło dwuletni pobyt na Księżycu zniosły nadzwyczaj dobrze.

## Efekty misji
Surveyor 3 był drugim bezzałogowym pojazdem amerykańskim, który udanie wylądował na Księżycu, a pierwszym, który przeprowadził badania mechaniki gruntu księżycowego, przez pokładowy system wizyjny pozwolił ziemskim kontrolerom i specjalistom ocenić warunki księżycowe i wysnuć wstępne wnioski co do wytrzymałości tamtejszego podłoża.